# اندرو دیوف
اندرو دیوُف (انگلیسی: Andrew Divoff؛ زادهٔ ۲ ژوئیهٔ ۱۹۵۵) هنرپیشه و بدل‌کار اهل ونزوئلا است.

## گزیدهٔ فیلم‌شناسی
- شعبده‌باز (۲۰۱۰)
- ارباب آرزوها (۱۹۹۷)
- ایر فورس وان (۱۹۹۷)
- آدرنالین (۱۹۹۶)
- تارزان: ماجراهای حماسی (۱۹۹۷-۱۹۹۶)
- ۴۸ ساعت دیگر (۱۹۹۰)
- نقطه فروپاشی (۱۹۸۹)